# Belmont Stakes

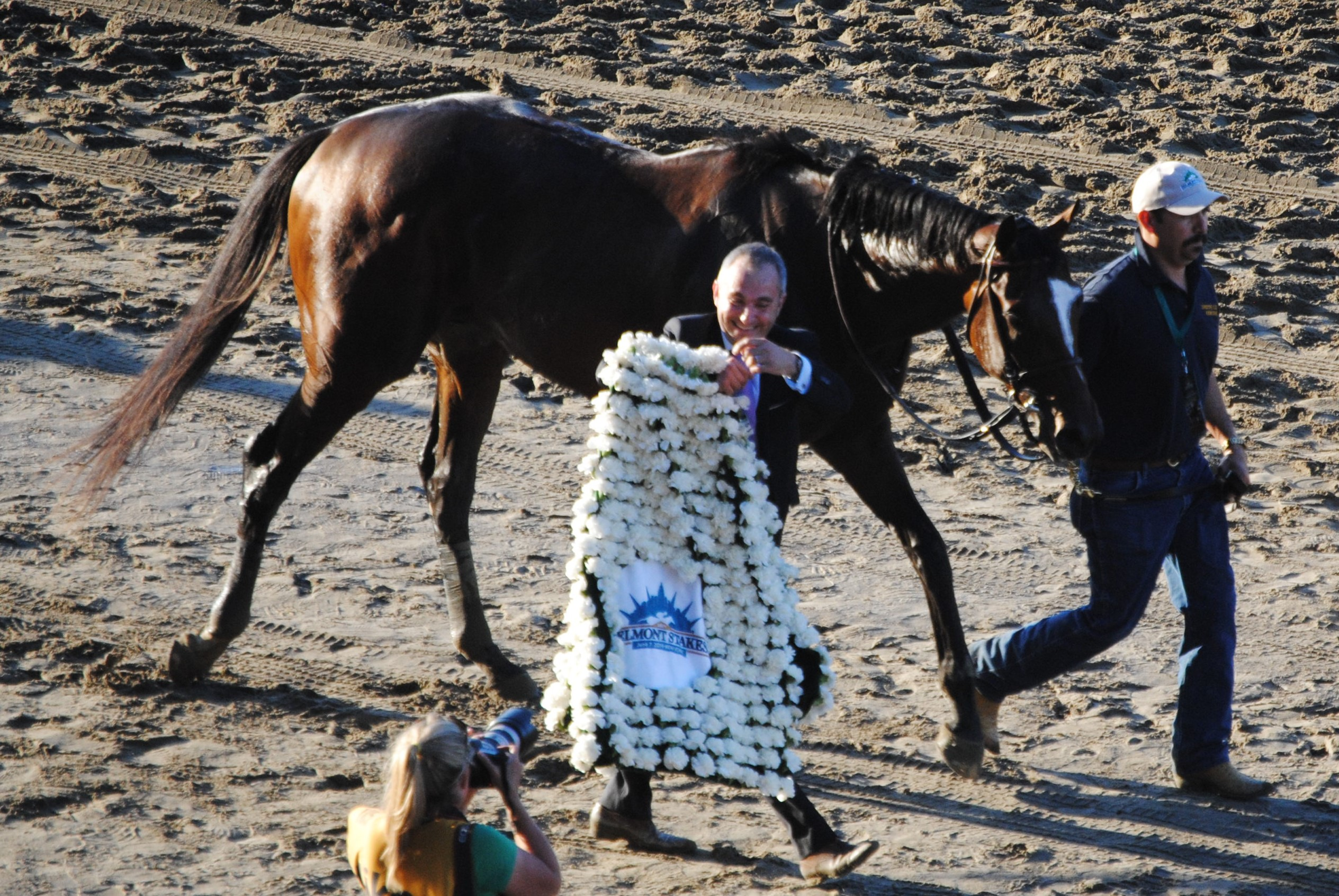
Siegerdecke aus weißen Nelken

Das Belmont Stakes ist ein Pferderennen, das seit 1867 in New York stattfindet. Es ist das letzte Rennen der Triple Crown der USA. Startberechtigt sind nur dreijährige Vollblüter. Das Gruppe I-Rennen wird seit 1926 auf der Rennbahn Belmont Park im Nassau County, Long Island, auf der Distanz 1½ Meilen (2414 m) gelaufen. Benannt sind die Belmont Stakes nach dem deutsch-amerikanischen Bankier und Politiker August Belmont. Sein Sohn August Belmont junior finanzierte den Bau der Rennbahn.

## Rekorde

### Schnellste Zeit
- 02:24:00 – Secretariat (1973)

1989 gewann Easy Goer in 2:26 min, der zweitschnellsten Zeit. Easy Goer erhielt eine Beyer Speed Figure von 122 für das Rennen. Das ist die beste Wertung, die für ein Triple Crown Rennen vergeben wurde, seitdem die Beyer Speed Figures 1987 aus der Taufe gehoben wurden.

### Größte Siegdistanz
- 31 Längen – Secretariat (1973)

### Erfolgreichster Jockey
- 6 Siege – Jim McLaughlin, Eddie Arcaro
- 5 Siege – Earl Sande, Bill Shoemaker
- 3 Siege – Braulio Baeza, Pat Day, Laffit Pincay, Jr., James Stout, Gary Stevens